# Interlands Zuid-Koreaans voetbalelftal 2020-2029
Deze pagina toont een chronologisch en gedetailleerd overzicht van de interlands die het Zuid-Koreaans voetbalelftal speelt en heeft gespeeld in de periode 2020 – 2029.

## Interlands

### 2020
|                                                                          |                                                      |       |                                    |                                                                                               |
| 14 november Vriendschappelijk № 940 «onderlinge duels» 21:00 uur (UTC+1) | Mexico                                               | 3 – 2 | Zuid-Korea                         | Stadion Wiener Neustadt, Wiener Neustadt Toeschouwers: 0 Scheidsrechter: Harald Lechner (AUT) |
| 14 november Vriendschappelijk № 940 «onderlinge duels» 21:00 uur (UTC+1) | Raúl Jiménez 67' Uriel Antuna 69' Carlos Salcedo 70' |       | 20' Hwang Ui-jo 87' Kwon Kyung-won | Stadion Wiener Neustadt, Wiener Neustadt Toeschouwers: 0 Scheidsrechter: Harald Lechner (AUT) |

|                                                                          |                                   |       |               |                                                                                      |
| 17 november Vriendschappelijk № 941 «onderlinge duels» 14:00 uur (UTC+1) | Zuid-Korea                        | 2 – 1 | Qatar         | BSFZ-Arena, Maria Enzersdorf Toeschouwers: 0 Scheidsrechter: Julian Weinberger (AUT) |
| 17 november Vriendschappelijk № 941 «onderlinge duels» 14:00 uur (UTC+1) | Hwang Hee-chan 1' Hwang Ui-jo 36' |       | 9' Almoez Ali | BSFZ-Arena, Maria Enzersdorf Toeschouwers: 0 Scheidsrechter: Julian Weinberger (AUT) |

### 2021
|                                                                       |                                                   |       |            |                                                                               |
| 25 maart Vriendschappelijk № 942 «onderlinge duels» 19:20 uur (UTC+9) | Japan                                             | 3 – 0 | Zuid-Korea | Nissanstadion, Yokohama Toeschouwers: 0 Scheidsrechter: Rowan Arumughan (IND) |
| 25 maart Vriendschappelijk № 942 «onderlinge duels» 19:20 uur (UTC+9) | Miki Yamane 16' Daichi Kamada 27' Wataru Endo 83' |       |            | Nissanstadion, Yokohama Toeschouwers: 0 Scheidsrechter: Rowan Arumughan (IND) |

|                                                                                     |                                                                                          |       |              |                                                                                   |
| 5 juni WK 2022 kwalificatie Tweede ronde № 943 «onderlinge duels» 20:00 uur (UTC+9) | Zuid-Korea                                                                               | 5 – 0 | Turkmenistan | Goyangstadion, Goyang Toeschouwers: 3.932 Scheidsrechter: Turki Al-Khudhair (KSA) |
| 5 juni WK 2022 kwalificatie Tweede ronde № 943 «onderlinge duels» 20:00 uur (UTC+9) | Hwang Ui-jo 10' Nam Tae-hee 45+2' Kim Young-gwon 57' Kwon Chang-hoon 63' Hwang Ui-jo 73' |       |              | Goyangstadion, Goyang Toeschouwers: 3.932 Scheidsrechter: Turki Al-Khudhair (KSA) |

|                                                                               |            |          |             |                       |
| 7 juni WK 2022 kwalificatie Tweede ronde «onderlinge duels» 20:00 uur (UTC+9) | Zuid-Korea | Afgelast | Noord-Korea | Goyangstadion, Goyang |
| 7 juni WK 2022 kwalificatie Tweede ronde «onderlinge duels» 20:00 uur (UTC+9) |            |          |             | Goyangstadion, Goyang |

|                                                                                     |           | |            |                                                                                          |
| 9 juni WK 2022 kwalificatie Tweede ronde № 944 «onderlinge duels» 20:00 uur (UTC+9) | Sri Lanka | 0 – 5                                                                                               | Zuid-Korea | Goyangstadion, Goyang (Zuid-Korea) Toeschouwers: 4.008 Scheidsrechter: Shen Yinhao (CHN) |
| 9 juni WK 2022 kwalificatie Tweede ronde № 944 «onderlinge duels» 20:00 uur (UTC+9) |           | 14' Kim Shin-wook 22' Lee Dong-gyeong 42' (pen.) Kim Shin-wook 53' Hwang Hee-chan 77' Jung Sang-bin |            | Goyangstadion, Goyang (Zuid-Korea) Toeschouwers: 4.008 Scheidsrechter: Shen Yinhao (CHN) |

|                                                                                      |                                                 |       |                |                                                                                 |
| 13 juni WK 2022 kwalificatie Tweede ronde № 945 «onderlinge duels» 15:00 uur (UTC+9) | Zuid-Korea                                      | 2 – 1 | Libanon        | Goyangstadion, Goyang Toeschouwers: 4.061 Scheidsrechter: Khamis Al-Marri (QAT) |
| 13 juni WK 2022 kwalificatie Tweede ronde № 945 «onderlinge duels» 15:00 uur (UTC+9) | Maher Sabra 50' (e.d.) Son Heung-min 65' (pen.) |       | 12' Soony Saad | Goyangstadion, Goyang Toeschouwers: 4.061 Scheidsrechter: Khamis Al-Marri (QAT) |

|                                                                                         |            |       |      |                                                                                     |
| 2 september WK 2022 kwalificatie Derde ronde № 946 «onderlinge duels» 20:00 uur (UTC+9) | Zuid-Korea | 0 – 0 | Irak | Seoul World Cupstadion, Seoel Toeschouwers: 0 Scheidsrechter: Nawaf Shukralla (BHR) |
| 2 september WK 2022 kwalificatie Derde ronde № 946 «onderlinge duels» 20:00 uur (UTC+9) |            |       |      | Seoul World Cupstadion, Seoel Toeschouwers: 0 Scheidsrechter: Nawaf Shukralla (BHR) |

|                                                                                         |                     |       |         |                                                                                |
| 7 september WK 2022 kwalificatie Derde ronde № 947 «onderlinge duels» 20:00 uur (UTC+9) | Zuid-Korea          | 1 – 0 | Libanon | Suwon World Cupstadion, Suwon Toeschouwers: 0 Scheidsrechter: Ryuji Sato (JPN) |
| 7 september WK 2022 kwalificatie Derde ronde № 947 «onderlinge duels» 20:00 uur (UTC+9) | Kwon Chang-hoon 59' |       |         | Suwon World Cupstadion, Suwon Toeschouwers: 0 Scheidsrechter: Ryuji Sato (JPN) |

|                                                                                       |                                     |       |                  |                                                                                     |
| 7 oktober WK 2022 kwalificatie Derde ronde № 948 «onderlinge duels» 20:00 uur (UTC+9) | Zuid-Korea                          | 2 – 1 | Syrië            | Ansan Wa~stadion, Ansan Toeschouwers: 0 Scheidsrechter: Abdulrahman Al-Jassim (QAT) |
| 7 oktober WK 2022 kwalificatie Derde ronde № 948 «onderlinge duels» 20:00 uur (UTC+9) | Hwang In-beom 48' Son Heung-min 89' |       | 84' Omar Kharbin | Ansan Wa~stadion, Ansan Toeschouwers: 0 Scheidsrechter: Abdulrahman Al-Jassim (QAT) |

|                                                                                           |                         |       |                   |                                                                          |
| 12 oktober WK 2022 kwalificatie Derde ronde № 949 «onderlinge duels» 17:00 uur (UTC+3:30) | Iran                    | 1 – 1 | Zuid-Korea        | Azadistadion, Teheran Toeschouwers: 0 Scheidsrechter: Ahmed Al-Kaf (OMA) |
| 12 oktober WK 2022 kwalificatie Derde ronde № 949 «onderlinge duels» 17:00 uur (UTC+3:30) | Alireza Jahanbakhsh 76' |       | 48' Son Heung-min | Azadistadion, Teheran Toeschouwers: 0 Scheidsrechter: Ahmed Al-Kaf (OMA) |

|                                                                                         |                           |       |        |                                                                          |
| 11 november WK 2022 kwalificatie Derde ronde № 950 «onderlinge duels» 20:00 uur (UTC+9) | Zuid-Korea                | 1 – 0 | V.A.E. | Goyangstadion, Goyang Toeschouwers: 30.152 Scheidsrechter: Ma Ning (CHN) |
| 11 november WK 2022 kwalificatie Derde ronde № 950 «onderlinge duels» 20:00 uur (UTC+9) | Hwang Hee-chan 36' (pen.) |       |        | Goyangstadion, Goyang Toeschouwers: 30.152 Scheidsrechter: Ma Ning (CHN) |

|                                                                                         |      |                                                               |            | |
| 16 november WK 2022 kwalificatie Derde ronde № 951 «onderlinge duels» 18:00 uur (UTC+3) | Irak | 0 – 3                                                         | Zuid-Korea | Khalifa Internationaal Stadion, Doha (Qatar) Toeschouwers: 0 Scheidsrechter: Ilgiz Tantasjev (UZB) |
| 16 november WK 2022 kwalificatie Derde ronde № 951 «onderlinge duels» 18:00 uur (UTC+3) |      | 33' Lee Jae-sung 74' (pen.) Son Heung-min 79' Jeong Woo-yeong |            | Khalifa Internationaal Stadion, Doha (Qatar) Toeschouwers: 0 Scheidsrechter: Ilgiz Tantasjev (UZB) |

### 2022
|                                                                         |                            |       |                                                                                        |                                                                               |
| 15 januari Vriendschappelijk № 952 «onderlinge duels» 14:00 uur (UTC+3) | IJsland                    | 1 – 5 | Zuid-Korea                                                                             | Sportcomplex Mardan, Aksu Toeschouwers: 0 Scheidsrechter: Ali Palabıyık (TUR) |
| 15 januari Vriendschappelijk № 952 «onderlinge duels» 14:00 uur (UTC+3) | Sveinn Aron Guðjohnsen 54' |       | 15' Cho Gue-sung 27' Kwon Chang-hoon 29' Paik Seung-ho 75' Kim Jin-kyu 85' Eom Ji-sung | Sportcomplex Mardan, Aksu Toeschouwers: 0 Scheidsrechter: Ali Palabıyık (TUR) |

|                                                                         |          |                                                                                   |            |                                                                                    |
| 21 januari Vriendschappelijk № 953 «onderlinge duels» 14:00 uur (UTC+3) | Moldavië | 0 – 4                                                                             | Zuid-Korea | Sportcomplex Mardan, Aksu Toeschouwers: 0 Scheidsrechter: Abdulkadir Bitigen (TUR) |
| 21 januari Vriendschappelijk № 953 «onderlinge duels» 14:00 uur (UTC+3) |          | 20' Kim Jin-kyu 33' Paik Seung-ho 48' Kwon Chang-hoon 90+3' (pen.) Cho Young-wook |            | Sportcomplex Mardan, Aksu Toeschouwers: 0 Scheidsrechter: Abdulkadir Bitigen (TUR) |

|                                                                                        |         |                    |            |                                                                                         |
| 27 januari WK 2022 kwalificatie Derde ronde № 954 «onderlinge duels» 14:00 uur (UTC+2) | Libanon | 0 – 1              | Zuid-Korea | Gemeentelijk Saidastadion, Sidon Toeschouwers: 5.400 Scheidsrechter: Ahmed Al-Kaf (OMA) |
| 27 januari WK 2022 kwalificatie Derde ronde № 954 «onderlinge duels» 14:00 uur (UTC+2) |         | 45+1' Cho Gue-sung |            | Gemeentelijk Saidastadion, Sidon Toeschouwers: 5.400 Scheidsrechter: Ahmed Al-Kaf (OMA) |

|                                                                                        |       |                                    |            |                                                                                          |
| 1 februari WK 2022 kwalificatie Derde ronde № 955 «onderlinge duels» 18:00 uur (UTC+4) | Syrië | 0 – 2                              | Zuid-Korea | Al-Rashidstadion, Dubai (V.A.E.) Toeschouwers: 310 Scheidsrechter: Hiroyuki Kimura (JPN) |
| 1 februari WK 2022 kwalificatie Derde ronde № 955 «onderlinge duels» 18:00 uur (UTC+4) |       | 53' Kim Jin-su 71' Kwon Chang-hoon |            | Al-Rashidstadion, Dubai (V.A.E.) Toeschouwers: 310 Scheidsrechter: Hiroyuki Kimura (JPN) |

|                                                                                      |                                        |       |      |                                                                                      |
| 24 maart WK 2022 kwalificatie Derde ronde № 956 «onderlinge duels» 20:00 uur (UTC+9) | Zuid-Korea                             | 2 – 0 | Iran | Seoul World Cupstadion, Seoel Toeschouwers: 64.375 Scheidsrechter: Chris Beath (AUS) |
| 24 maart WK 2022 kwalificatie Derde ronde № 956 «onderlinge duels» 20:00 uur (UTC+9) | Son Heung-min 45+2' Kim Young-gwon 62' |       |      | Seoul World Cupstadion, Seoel Toeschouwers: 64.375 Scheidsrechter: Chris Beath (AUS) |

|                                                                                      |                     |       |            |                                                                                 |
| 29 maart WK 2022 kwalificatie Derde ronde № 957 «onderlinge duels» 17:45 uur (UTC+4) | V.A.E.              | 1 – 0 | Zuid-Korea | Al-Maktoumstadion, Dubai Toeschouwers: 4.223 Scheidsrechter: Ahmed Al-Kaf (OMA) |
| 29 maart WK 2022 kwalificatie Derde ronde № 957 «onderlinge duels» 17:45 uur (UTC+4) | Harib Al-Maazmi 54' |       |            | Al-Maktoumstadion, Dubai Toeschouwers: 4.223 Scheidsrechter: Ahmed Al-Kaf (OMA) |

|                                                                     |                 |       |                                                                                              |                                                                                     |
| 3 juni Vriendschappelijk № 958 «onderlinge duels» 20:00 uur (UTC+9) | Zuid-Korea      | 1 – 5 | Brazilië                                                                                     | Seoul World Cupstadion, Seoel Toeschouwers: 64.873 Scheidsrechter: Ryuji Sato (JPN) |
| 3 juni Vriendschappelijk № 958 «onderlinge duels» 20:00 uur (UTC+9) | Hwang Ui-jo 31' |       | 7' Richarlison 42' (pen.) Neymar 57' (pen.) Neymar 80' Philippe Coutinho 90+3' Gabriel Jesus | Seoul World Cupstadion, Seoel Toeschouwers: 64.873 Scheidsrechter: Ryuji Sato (JPN) |

|                                                                     |                                        |       |       |                                                                                         |
| 6 juni Vriendschappelijk № 959 «onderlinge duels» 20:00 uur (UTC+9) | Zuid-Korea                             | 2 – 0 | Chili | Daejeon World Cupstadion, Daejeon Toeschouwers: 40.135 Scheidsrechter: Ryuji Sato (JPN) |
| 6 juni Vriendschappelijk № 959 «onderlinge duels» 20:00 uur (UTC+9) | Hwang Hee-chan 12' Son Heung-min 90+1' |       |       | Daejeon World Cupstadion, Daejeon Toeschouwers: 40.135 Scheidsrechter: Ryuji Sato (JPN) |

|                                                                      |                                         |       |                                       | |
| 10 juni Vriendschappelijk № 960 «onderlinge duels» 20:00 uur (UTC+9) | Zuid-Korea                              | 2 – 2 | Paraguay                              | Suwon World Cupstadion, Suwon Toeschouwers: 40.228 Scheidsrechter: Jérémie Pignard (FRA) Video-assistent: Choi Hyun-jae (KOR) |
| 10 juni Vriendschappelijk № 960 «onderlinge duels» 20:00 uur (UTC+9) | Son Heung-min 66' Jeong Woo-yeong 90+3' |       | 23' Miguel Almirón 49' Miguel Almirón | Suwon World Cupstadion, Suwon Toeschouwers: 40.228 Scheidsrechter: Jérémie Pignard (FRA) Video-assistent: Choi Hyun-jae (KOR) |

|                                                                      |                                                                           |       |                     |                                                                                          |
| 14 juni Vriendschappelijk № 961 «onderlinge duels» 20:00 uur (UTC+9) | Zuid-Korea                                                                | 4 – 1 | Egypte              | Seoul World Cupstadion, Seoel Toeschouwers: 59.712 Scheidsrechter: Jérémie Pignard (FRA) |
| 14 juni Vriendschappelijk № 961 «onderlinge duels» 20:00 uur (UTC+9) | Hwang Ui-jo 14' Kim Young-gwon 21' Cho Gue-sung 85' Kwon Chang-hoon 90+1' |       | 37' Mostafa Mohamed | Seoul World Cupstadion, Seoel Toeschouwers: 59.712 Scheidsrechter: Jérémie Pignard (FRA) |

| Oost-Aziatisch kampioenschap voetbal 2022 |
| ----------------------------------------- |

|                                                                       |       |                                                             |            |                                                                                   |
| 20 juli Oost-Azië Cup 2022 № 962 «onderlinge duels» 19:00 uur (UTC+9) | China | 0 – 3                                                       | Zuid-Korea | Toyotastadion, Toyota Toeschouwers: 200 Scheidsrechter: Achrol Riskoellajev (UZB) |
| 20 juli Oost-Azië Cup 2022 № 962 «onderlinge duels» 19:00 uur (UTC+9) |       | 39' (e.d.) Zhu Chenjie 54' Kwon Chang-hoon 80' Cho Gue-sung |            | Toyotastadion, Toyota Toeschouwers: 200 Scheidsrechter: Achrol Riskoellajev (UZB) |

|                                                                       |                                                     |       |          |                                                                                  |
| 24 juli Oost-Azië Cup 2022 № 963 «onderlinge duels» 16:00 uur (UTC+9) | Zuid-Korea                                          | 3 – 0 | Hongkong | Toyotastadion, Toyota Toeschouwers: 4.335 Scheidsrechter: Nazmi Nasaruddin (MAS) |
| 24 juli Oost-Azië Cup 2022 № 963 «onderlinge duels» 16:00 uur (UTC+9) | Kang Seong-jin 17' Hong Chul 74' Kang Seong-jin 86' |       |          | Toyotastadion, Toyota Toeschouwers: 4.335 Scheidsrechter: Nazmi Nasaruddin (MAS) |

|                                                                       |                                                |       |            |                                                                                      |
| 27 juli Oost-Azië Cup 2022 № 964 «onderlinge duels» 19:20 uur (UTC+9) | Japan                                          | 3 – 0 | Zuid-Korea | Toyotastadion, Toyota Toeschouwers: 14.117 Scheidsrechter: Achrol Riskoellajev (UZB) |
| 27 juli Oost-Azië Cup 2022 № 964 «onderlinge duels» 19:20 uur (UTC+9) | Yuki Soma 49' Sho Sasaki 63' Shuto Machino 72' |       |            | Toyotastadion, Toyota Toeschouwers: 14.117 Scheidsrechter: Achrol Riskoellajev (UZB) |

|  |  |  |  |  |  |  |  |  |

|                                                                           |                                      |       |                                           |                                                                            |
| 23 september Vriendschappelijk № 965 «onderlinge duels» 20:00 uur (UTC+9) | Zuid-Korea                           | 2 – 2 | Costa Rica                                | Goyangstadion, Goyang Toeschouwers: 37.581 Scheidsrechter: Alex King (AUS) |
| 23 september Vriendschappelijk № 965 «onderlinge duels» 20:00 uur (UTC+9) | Hwang Hee-chan 28' Son Heung-min 85' |       | 41' Jewison Bennette 63' Jewison Bennette | Goyangstadion, Goyang Toeschouwers: 37.581 Scheidsrechter: Alex King (AUS) |

|                                                                           |                   |       |          |                                                                                    |
| 27 september Vriendschappelijk № 966 «onderlinge duels» 20:00 uur (UTC+9) | Zuid-Korea        | 1 – 0 | Kameroen | Seoul World Cupstadion, Seoel Toeschouwers: 59.389 Scheidsrechter: Alex King (AUS) |
| 27 september Vriendschappelijk № 966 «onderlinge duels» 20:00 uur (UTC+9) | Son Heung-min 35' |       |          | Seoul World Cupstadion, Seoel Toeschouwers: 59.389 Scheidsrechter: Alex King (AUS) |

|                                                                          |                  |       |         |                                                                                  |
| 11 november Vriendschappelijk № 967 «onderlinge duels» 20:00 uur (UTC+9) | Zuid-Korea       | 1 – 0 | IJsland | Hwaseongstadion, Hwaseong Toeschouwers: 15.274 Scheidsrechter: Jumpei Iida (JPN) |
| 11 november Vriendschappelijk № 967 «onderlinge duels» 20:00 uur (UTC+9) | Song Min-kyu 33' |       |         | Hwaseongstadion, Hwaseong Toeschouwers: 15.274 Scheidsrechter: Jumpei Iida (JPN) |

| Wereldkampioenschap voetbal 2022 |
| -------------------------------- |

|                                                                        |         |       |            | |
| 24 november WK 2022 Groep H № 968 «onderlinge duels» 16:00 uur (UTC+3) | Uruguay | 0 – 0 | Zuid-Korea | Education Citystadion, Ar Rayyan Toeschouwers: 41.663 Scheidsrechter: Clément Turpin (FRA) Video-assistent: Jérôme Brisard (FRA) |
| 24 november WK 2022 Groep H № 968 «onderlinge duels» 16:00 uur (UTC+3) | Verslag |       |            | Education Citystadion, Ar Rayyan Toeschouwers: 41.663 Scheidsrechter: Clément Turpin (FRA) Video-assistent: Jérôme Brisard (FRA) |

|                                                                        |                                   |         |                                                           | |
| 28 november WK 2022 Groep H № 969 «onderlinge duels» 16:00 uur (UTC+3) | Zuid-Korea                        | 2 – 3   | Ghana                                                     | Education Citystadion, Ar Rayyan Toeschouwers: 43.983 Scheidsrechter: Anthony Taylor (ENG) Video-assistent: Tomasz Kwiatkowski (POL) |
| 28 november WK 2022 Groep H № 969 «onderlinge duels» 16:00 uur (UTC+3) | Cho Gue-sung 58' Cho Gue-sung 61' | Verslag | 24' Mohammed Salisu 34' Mohammed Kudus 68' Mohammed Kudus | Education Citystadion, Ar Rayyan Toeschouwers: 43.983 Scheidsrechter: Anthony Taylor (ENG) Video-assistent: Tomasz Kwiatkowski (POL) |

|                                                                       |                                         |         |                  | |
| 2 december WK 2022 Groep H № 970 «onderlinge duels» 18:00 uur (UTC+3) | Zuid-Korea                              | 2 – 1   | Portugal         | Education Citystadion, Ar Rayyan Toeschouwers: 44.097 Scheidsrechter: Facundo Tello (ARG) Video-assistent: Nicolás Gallo (COL) |
| 2 december WK 2022 Groep H № 970 «onderlinge duels» 18:00 uur (UTC+3) | Kim Young-gwon 27' Hwang Hee-chan 90+1' | Verslag | 5' Ricardo Horta | Education Citystadion, Ar Rayyan Toeschouwers: 44.097 Scheidsrechter: Facundo Tello (ARG) Video-assistent: Nicolás Gallo (COL) |

|                                                                              |                                                                        |         |                   | |
| 5 december WK 2022 Achtste finale № 971 «onderlinge duels» 22:00 uur (UTC+3) | Brazilië                                                               | 4 – 1   | Zuid-Korea        | Stadion 974, Doha Toeschouwers: 43.847 Scheidsrechter: Clément Turpin (FRA) Video-assistent: Jérôme Brisard (FRA) |
| 5 december WK 2022 Achtste finale № 971 «onderlinge duels» 22:00 uur (UTC+3) | Vinícius Júnior 7' Neymar 13' (pen.) Richarlison 29' Lucas Paquetá 36' | Verslag | 76' Paik Seung-ho | Stadion 974, Doha Toeschouwers: 43.847 Scheidsrechter: Clément Turpin (FRA) Video-assistent: Jérôme Brisard (FRA) |

|  |  |  |  |  |  |  |  |  |

### 2023
|                                                                       |                                       |       |                                         |                                                                                  |
| 24 maart Vriendschappelijk № 972 «onderlinge duels» 20:00 uur (UTC+9) | Zuid-Korea                            | 2 – 2 | Colombia                                | Ulsan Munsustadion, Ulsan Toeschouwers: 35.727 Scheidsrechter: Jumpei Iida (JPN) |
| 24 maart Vriendschappelijk № 972 «onderlinge duels» 20:00 uur (UTC+9) | Son Heung-min 10' Son Heung-min 45+2' |       | 46' James Rodríguez 49' Jorge Carrascal | Ulsan Munsustadion, Ulsan Toeschouwers: 35.727 Scheidsrechter: Jumpei Iida (JPN) |

|                                                                       |                   |       |                                        |                                                                                       |
| 28 maart Vriendschappelijk № 973 «onderlinge duels» 20:00 uur (UTC+9) | Zuid-Korea        | 1 – 2 | Uruguay                                | Seoul World Cupstadion, Seoel Toeschouwers: 63.952 Scheidsrechter: Yusuke Araki (JPN) |
| 28 maart Vriendschappelijk № 973 «onderlinge duels» 20:00 uur (UTC+9) | Hwang In-beom 51' |       | 10' Sebastián Coates 63' Matías Vecino | Seoul World Cupstadion, Seoel Toeschouwers: 63.952 Scheidsrechter: Yusuke Araki (JPN) |

|                                                                      |            |                 |      |                                                                                       |
| 16 juni Vriendschappelijk № 974 «onderlinge duels» 20:00 uur (UTC+9) | Zuid-Korea | 0 – 1           | Peru | Busan Asiad Mainstadion, Busan Toeschouwers: 52.443 Scheidsrechter: Shaun Evans (AUS) |
| 16 juni Vriendschappelijk № 974 «onderlinge duels» 20:00 uur (UTC+9) |            | 11' Bryan Reyna |      | Busan Asiad Mainstadion, Busan Toeschouwers: 52.443 Scheidsrechter: Shaun Evans (AUS) |

|                                                                      |                 |       |                 |                                                                                                 |
| 20 juni Vriendschappelijk № 975 «onderlinge duels» 20:00 uur (UTC+9) | Zuid-Korea      | 1 – 1 | El Salvador     | Daejeon World Cupstadion, Daejeon Toeschouwers: 39.823 Scheidsrechter: Ridhwan Bin Zahari (MAS) |
| 20 juni Vriendschappelijk № 975 «onderlinge duels» 20:00 uur (UTC+9) | Hwang Ui-jo 49' |       | 87' Alex Roldán | Daejeon World Cupstadion, Daejeon Toeschouwers: 39.823 Scheidsrechter: Ridhwan Bin Zahari (MAS) |

|                                                                          |       |       |            |                                                                                         |
| 7 september Vriendschappelijk № 976 «onderlinge duels» 19:45 uur (UTC+1) | Wales | 0 – 0 | Zuid-Korea | Cardiff City Stadium, Cardiff Toeschouwers: 13.668 Scheidsrechter: William Collum (SCO) |
| 7 september Vriendschappelijk № 976 «onderlinge duels» 19:45 uur (UTC+1) |       |       |            | Cardiff City Stadium, Cardiff Toeschouwers: 13.668 Scheidsrechter: William Collum (SCO) |

|                                                                           |               |                  |            |                                                                                            |
| 12 september Vriendschappelijk № 977 «onderlinge duels» 17:30 uur (UTC+1) | Saoedi-Arabië | 0 – 1            | Zuid-Korea | St. James' Park, Newcastle upon Tyne Toeschouwers: 3.000 Scheidsrechter: Andy Madley (ENG) |
| 12 september Vriendschappelijk № 977 «onderlinge duels» 17:30 uur (UTC+1) |               | 32' Cho Gue-sung |            | St. James' Park, Newcastle upon Tyne Toeschouwers: 3.000 Scheidsrechter: Andy Madley (ENG) |

|                                                                         |                                                                             |       |         |                                                                                              |
| 13 oktober Vriendschappelijk № 978 «onderlinge duels» 20:00 uur (UTC+9) | Zuid-Korea                                                                  | 4 – 0 | Tunesië | Seoul World Cupstadion, Seoel Toeschouwers: 59.018 Scheidsrechter: Amirul Izwan Yaacob (MAS) |
| 13 oktober Vriendschappelijk № 978 «onderlinge duels» 20:00 uur (UTC+9) | Lee Kang-in 55' Lee Kang-in 57' Yassine Meriah 66' (e.d.) Hwang Ui-jo 90+1' |       |         | Seoul World Cupstadion, Seoel Toeschouwers: 59.018 Scheidsrechter: Amirul Izwan Yaacob (MAS) |

|                                                                         | |       |         |                                                                                              |
| 17 oktober Vriendschappelijk № 979 «onderlinge duels» 20:00 uur (UTC+9) | Zuid-Korea | 6 – 0 | Vietnam | Suwon World Cupstadion, Suwon Toeschouwers: 42.175 Scheidsrechter: Amirul Izwan Yaacob (MAS) |
| 17 oktober Vriendschappelijk № 979 «onderlinge duels» 20:00 uur (UTC+9) | Kim Min-jae 5' Hwang Hee-chan 27' Võ Minh Trọng 50' (e.d.) Son Heung-min 61' Lee Kang-in 70' Jeong Woo-yeong 86' |       |         | Suwon World Cupstadion, Suwon Toeschouwers: 42.175 Scheidsrechter: Amirul Izwan Yaacob (MAS) |

|                                                                                          |                                                                                              |       |           |                                                                                        |
| 16 november WK 2026 kwalificatie Tweede ronde № 980 «onderlinge duels» 20:00 uur (UTC+9) | Zuid-Korea                                                                                   | 5 – 0 | Singapore | Seoul World Cupstadion, Seoel Toeschouwers: 64.381 Scheidsrechter: Bijan Heydari (IRN) |
| 16 november WK 2026 kwalificatie Tweede ronde № 980 «onderlinge duels» 20:00 uur (UTC+9) | Cho Gue-sung 44' Hwang Hee-chan 49' Son Heung-min 63' Hwang Ui-jo 68' (pen.) Lee Kang-in 85' |       |           | Seoul World Cupstadion, Seoel Toeschouwers: 64.381 Scheidsrechter: Bijan Heydari (IRN) |

|                                                                                          |       |                                                                |            | |
| 21 november WK 2026 kwalificatie Tweede ronde № 981 «onderlinge duels» 20:00 uur (UTC+8) | China | 0 – 3                                                          | Zuid-Korea | Shenzhen Universiade Sportcentrum, Shenzhen Toeschouwers: 39.969 Scheidsrechter: Abdulrahman Al-Jassim (QAT) |
| 21 november WK 2026 kwalificatie Tweede ronde № 981 «onderlinge duels» 20:00 uur (UTC+8) |       | 11' (pen.) Son Heung-min 45' Son Heung-min 87' Jung Seung-hyun |            | Shenzhen Universiade Sportcentrum, Shenzhen Toeschouwers: 39.969 Scheidsrechter: Abdulrahman Al-Jassim (QAT) |

### 2024
|                                                                        |      |                  |            |                                                                                                |
| 6 januari Vriendschappelijk № 982 «onderlinge duels» 17:00 uur (UTC+4) | Irak | 0 – 1            | Zuid-Korea | New York Universiteitsstadion, Abu Dhabi Toeschouwers: 100 Scheidsrechter: Yahya Almulla (QAT) |
| 6 januari Vriendschappelijk № 982 «onderlinge duels» 17:00 uur (UTC+4) |      | 40' Lee Jae-sung |            | New York Universiteitsstadion, Abu Dhabi Toeschouwers: 100 Scheidsrechter: Yahya Almulla (QAT) |

| Aziatisch kampioenschap voetbal 2023 |
| ------------------------------------ |

|                                                                             |                                                   |       |                         | |
| 15 januari Azië Cup 2023 Groep E № 983 «onderlinge duels» 14:30 uur (UTC+3) | Zuid-Korea                                        | 3 – 1 | Bahrein                 | Jassim Bin Hamadstadion, Doha Toeschouwers: 8.388 Scheidsrechter: Ma Ning (CHN) Video-assistent: Fu Ming (CHN) |
| 15 januari Azië Cup 2023 Groep E № 983 «onderlinge duels» 14:30 uur (UTC+3) | Hwang In-beom 38' Lee Kang-in 56' Lee Kang-in 68' |       | 51' Abdullah Al-Hashash | Jassim Bin Hamadstadion, Doha Toeschouwers: 8.388 Scheidsrechter: Ma Ning (CHN) Video-assistent: Fu Ming (CHN) |

|                                                                             |                                                |       |                                                    | |
| 20 januari Azië Cup 2023 Groep E № 984 «onderlinge duels» 14:30 uur (UTC+3) | Jordanië                                       | 2 – 2 | Zuid-Korea                                         | Al Thumamastadion, Doha Toeschouwers: 36.627 Scheidsrechter: Salman Falahi (QAT) Video-assistent: Abdulla Al-Marri (QAT) |
| 20 januari Azië Cup 2023 Groep E № 984 «onderlinge duels» 14:30 uur (UTC+3) | Park Yong-woo 37' (e.d.) Yazan Al-Naimat 45+6' |       | 9' (pen.) Son Heung-min 90+1' (e.d.) Yazan Al-Arab | Al Thumamastadion, Doha Toeschouwers: 36.627 Scheidsrechter: Salman Falahi (QAT) Video-assistent: Abdulla Al-Marri (QAT) |

|                                                                             |                                                                |       |                                                                    | |
| 25 januari Azië Cup 2023 Groep E № 985 «onderlinge duels» 14:30 uur (UTC+3) | Zuid-Korea                                                     | 3 – 3 | Maleisië                                                           | Al Janoubstadion, Al Wakrah Toeschouwers: 30.117 Scheidsrechter: Khalid Al-Turais (KSA) Video-assistent: Abdulla Al-Marri (QAT) |
| 25 januari Azië Cup 2023 Groep E № 985 «onderlinge duels» 14:30 uur (UTC+3) | Jeong Woo-yeong 21' Lee Kang-in 83' Son Heung-min 90+4' (pen.) |       | 51' Faisal Halim 62' (pen.) Arif Aiman Hanapi 90+15' Romel Morales | Al Janoubstadion, Al Wakrah Toeschouwers: 30.117 Scheidsrechter: Khalid Al-Turais (KSA) Video-assistent: Abdulla Al-Marri (QAT) |

|                                                                                    |                                                                 |              |                                                          | |
| 30 januari Azië Cup 2023 Achtste finale № 986 «onderlinge duels» 19:00 uur (UTC+3) | Saoedi-Arabië                                                   | 1 – 1 (n.v.) | Zuid-Korea                                               | Education Citystadion, Ar Rayyan Toeschouwers: 42.389 Scheidsrechter: Ilgiz Tantasjev (UZB) Video-assistent: Ahmad Al-Ali (KUW) |
| 30 januari Azië Cup 2023 Achtste finale № 986 «onderlinge duels» 19:00 uur (UTC+3) | Abdullah Radif 46'                                              |              | 90+9' Cho Gue-sung                                       | Education Citystadion, Ar Rayyan Toeschouwers: 42.389 Scheidsrechter: Ilgiz Tantasjev (UZB) Video-assistent: Ahmad Al-Ali (KUW) |
| 30 januari Azië Cup 2023 Achtste finale № 986 «onderlinge duels» 19:00 uur (UTC+3) | Strafschoppen                                                   |              |                                                          | Education Citystadion, Ar Rayyan Toeschouwers: 42.389 Scheidsrechter: Ilgiz Tantasjev (UZB) Video-assistent: Ahmad Al-Ali (KUW) |
| 30 januari Azië Cup 2023 Achtste finale № 986 «onderlinge duels» 19:00 uur (UTC+3) | Mohamed Kanno Saud Abdulhamid Sami Al-Najei Abdulrahman Ghareeb | 2 – 4        | Son Heung-min Kim Young-gwon Cho Gue-sung Hwang Hee-chan | Education Citystadion, Ar Rayyan Toeschouwers: 42.389 Scheidsrechter: Ilgiz Tantasjev (UZB) Video-assistent: Ahmad Al-Ali (KUW) |

|                                                                                 |                   |              |                                                | |
| 2 februari Azië Cup 2023 Kwartfinale № 987 «onderlinge duels» 18:30 uur (UTC+3) | Australië         | 1 – 2 (n.v.) | Zuid-Korea                                     | Al Janoubstadion, Al Wakrah Toeschouwers: 39.632 Scheidsrechter: Ahmed Al-Kaf (OMA) Video-assistent: Mohammed Abdulla Mohamed (VAE) |
| 2 februari Azië Cup 2023 Kwartfinale № 987 «onderlinge duels» 18:30 uur (UTC+3) | Craig Goodwin 42' |              | 90+6' (pen.) Hwang Hee-chan 104' Son Heung-min | Al Janoubstadion, Al Wakrah Toeschouwers: 39.632 Scheidsrechter: Ahmed Al-Kaf (OMA) Video-assistent: Mohammed Abdulla Mohamed (VAE) |

|                                                                                  |                                         |       |            | |
| 6 februari Azië Cup 2023 Halve finale № 988 «onderlinge duels» 18:00 uur (UTC+3) | Jordanië                                | 2 – 0 | Zuid-Korea | Ahmed bin Alistadion, Ar Rayyan Toeschouwers: 42.850 Scheidsrechter: Mohammed Abdulla Mohamed (VAE) Video-assistent: Omar Al-Ali (VAE) |
| 6 februari Azië Cup 2023 Halve finale № 988 «onderlinge duels» 18:00 uur (UTC+3) | Yazan Al-Naimat 53' Musa Al-Taamari 66' |       |            | Ahmed bin Alistadion, Ar Rayyan Toeschouwers: 42.850 Scheidsrechter: Mohammed Abdulla Mohamed (VAE) Video-assistent: Omar Al-Ali (VAE) |

|  |  |  |  |  |  |  |  |  |

|                                                                                       |                   |       |                      |                                                                                           |
| 21 maart WK 2026 kwalificatie Tweede ronde № 989 «onderlinge duels» 20:00 uur (UTC+9) | Zuid-Korea        | 1 – 1 | Thailand             | Seoul World Cupstadion, Seoel Toeschouwers: 64.912 Scheidsrechter: Khalid Al-Turais (KSA) |
| 21 maart WK 2026 kwalificatie Tweede ronde № 989 «onderlinge duels» 20:00 uur (UTC+9) | Son Heung-min 42' |       | 61' Suphanat Mueanta | Seoul World Cupstadion, Seoel Toeschouwers: 64.912 Scheidsrechter: Khalid Al-Turais (KSA) |

|                                                                                       |          |                                                      |            |                                                                                        |
| 26 maart WK 2026 kwalificatie Tweede ronde № 990 «onderlinge duels» 19:30 uur (UTC+7) | Thailand | 0 – 3                                                | Zuid-Korea | Rajamangalastadion, Bangkok Toeschouwers: 45.458 Scheidsrechter: Adham Makhadmeh (JOR) |
| 26 maart WK 2026 kwalificatie Tweede ronde № 990 «onderlinge duels» 19:30 uur (UTC+7) |          | 19' Lee Jae-sung 54' Son Heung-min 82' Park Jin-seop |            | Rajamangalastadion, Bangkok Toeschouwers: 45.458 Scheidsrechter: Adham Makhadmeh (JOR) |

|                                                                                     |           | |            |                                                                                           |
| 6 juni WK 2026 kwalificatie Tweede ronde № 991 «onderlinge duels» 20:00 uur (UTC+8) | Singapore | 0 – 7 | Zuid-Korea | Nationaal Stadion, Singapore Toeschouwers: 49.097 Scheidsrechter: Sadullo Gulmurodi (TJK) |
| 6 juni WK 2026 kwalificatie Tweede ronde № 991 «onderlinge duels» 20:00 uur (UTC+8) |           | 9' Lee Kang-in 20' Joo Min-kyu 53' Son Heung-min 54' Lee Kang-in 56' Son Heung-min 79' Bae Jun-ho 81' Hwang Hee-chan |            | Nationaal Stadion, Singapore Toeschouwers: 49.097 Scheidsrechter: Sadullo Gulmurodi (TJK) |

|                                                                                      |                 |       |       |                                                                                            |
| 11 juni WK 2026 kwalificatie Tweede ronde № 992 «onderlinge duels» 20:00 uur (UTC+9) | Zuid-Korea      | 1 – 0 | China | Seoul World Cupstadion, Seoel Toeschouwers: 64.935 Scheidsrechter: Mohammed Al Hoish (KSA) |
| 11 juni WK 2026 kwalificatie Tweede ronde № 992 «onderlinge duels» 20:00 uur (UTC+9) | Lee Kang-in 61' |       |       | Seoul World Cupstadion, Seoel Toeschouwers: 64.935 Scheidsrechter: Mohammed Al Hoish (KSA) |

|                                                                                         |            |       |           |                                                                                          |
| 5 september WK 2026 kwalificatie Derde ronde № 993 «onderlinge duels» 20:00 uur (UTC+9) | Zuid-Korea | 0 – 0 | Palestina | Seoul World Cupstadion, Seoel Toeschouwers: 59.579 Scheidsrechter: Alireza Faghani (AUS) |
| 5 september WK 2026 kwalificatie Derde ronde № 993 «onderlinge duels» 20:00 uur (UTC+9) |            |       |           | Seoul World Cupstadion, Seoel Toeschouwers: 59.579 Scheidsrechter: Alireza Faghani (AUS) |

|                                                                                          |                              |       |                                                         |                                                                                         |
| 10 september WK 2026 kwalificatie Derde ronde № 994 «onderlinge duels» 18:00 uur (UTC+4) | Oman                         | 1 – 3 | Zuid-Korea                                              | Sultan Qaboos Sports Complex, Muscat Toeschouwers: 27.144 Scheidsrechter: Ma Ning (CHN) |
| 10 september WK 2026 kwalificatie Derde ronde № 994 «onderlinge duels» 18:00 uur (UTC+4) | Jung Seung-hyun 45+2' (e.d.) |       | 10' Hwang Hee-chan 82' Son Heung-min 90+11' Joo Min-kyu | Sultan Qaboos Sports Complex, Muscat Toeschouwers: 27.144 Scheidsrechter: Ma Ning (CHN) |

|                                                                                        |          |                                   |            |                                                                                                |
| 10 oktober WK 2026 kwalificatie Derde ronde № 995 «onderlinge duels» 17:00 uur (UTC+3) | Jordanië | 0 – 2                             | Zuid-Korea | Amman Internationaal Stadion, Amman Toeschouwers: 14.655 Scheidsrechter: Hiroyuki Kimura (JPN) |
| 10 oktober WK 2026 kwalificatie Derde ronde № 995 «onderlinge duels» 17:00 uur (UTC+3) |          | 38' Lee Jae-sung 68' Oh Hyeon-gyu |            | Amman Internationaal Stadion, Amman Toeschouwers: 14.655 Scheidsrechter: Hiroyuki Kimura (JPN) |

|                                                                                        |                                                 |       |                                        |                                                                                              |
| 15 oktober WK 2026 kwalificatie Derde ronde № 996 «onderlinge duels» 20:00 uur (UTC+9) | Zuid-Korea                                      | 3 – 2 | Irak                                   | Seoul World Cupstadion, Seoel Toeschouwers: 35.198 Scheidsrechter: Roestam Loetfoellin (UZB) |
| 15 oktober WK 2026 kwalificatie Derde ronde № 996 «onderlinge duels» 20:00 uur (UTC+9) | Oh Se-hun 41' Oh Hyeon-gyu 74' Lee Jae-sung 83' |       | 50' Aymen Hussein 90+5' Ibrahim Bayesh | Seoul World Cupstadion, Seoel Toeschouwers: 35.198 Scheidsrechter: Roestam Loetfoellin (UZB) |

|                                                                                         |                    |       |                                                       | |
| 14 november WK 2026 kwalificatie Derde ronde № 997 «onderlinge duels» 17:00 uur (UTC+3) | Koeweit            | 1 – 3 | Zuid-Korea                                            | Internationaal Stadion Jaber al-Ahmad, Koeweit Toeschouwers: 22.791 Scheidsrechter: Shaun Evans (AUS) |
| 14 november WK 2026 kwalificatie Derde ronde № 997 «onderlinge duels» 17:00 uur (UTC+3) | Mohammad Daham 60' |       | 10' Oh Se-hun 19' (pen.) Son Heung-min 74' Bae Jun-ho | Internationaal Stadion Jaber al-Ahmad, Koeweit Toeschouwers: 22.791 Scheidsrechter: Shaun Evans (AUS) |

|                                                                                         |                 |       |                   | |
| 19 november WK 2026 kwalificatie Derde ronde № 998 «onderlinge duels» 17:00 uur (UTC+3) | Palestina       | 1 – 1 | Zuid-Korea        | Amman Internationaal Stadion, Amman (Jordanië) Toeschouwers: 2.405 Scheidsrechter: Yusuke Araki (JPN) |
| 19 november WK 2026 kwalificatie Derde ronde № 998 «onderlinge duels» 17:00 uur (UTC+3) | Zaid Qunbar 12' |       | 16' Son Heung-min | Amman Internationaal Stadion, Amman (Jordanië) Toeschouwers: 2.405 Scheidsrechter: Yusuke Araki (JPN) |

### 2025
|                                                                                      |                    |       |                    |                                                                                  |
| 20 maart WK 2026 kwalificatie Derde ronde № 999 «onderlinge duels» 20:00 uur (UTC+9) | Zuid-Korea         | 1 – 1 | Oman               | Goyangstadion, Goyang Toeschouwers: 35.212 Scheidsrechter: Alireza Faghani (AUS) |
| 20 maart WK 2026 kwalificatie Derde ronde № 999 «onderlinge duels» 20:00 uur (UTC+9) | Hwang Hee-chan 41' |       | 80' Ali Al-Busaidi | Goyangstadion, Goyang Toeschouwers: 35.212 Scheidsrechter: Alireza Faghani (AUS) |

|                                                                                       |                 |       |                           |                                                                                          |
| 25 maart WK 2026 kwalificatie Derde ronde № 1000 «onderlinge duels» 20:00 uur (UTC+9) | Zuid-Korea      | 1 – 1 | Jordanië                  | Suwon World Cupstadion, Suwon Toeschouwers: 41.532 Scheidsrechter: Ilgiz Tantasjev (UZB) |
| 25 maart WK 2026 kwalificatie Derde ronde № 1000 «onderlinge duels» 20:00 uur (UTC+9) | Lee Jae-sung 5' |       | 30' (e.d.) Kwon Kyung-won | Suwon World Cupstadion, Suwon Toeschouwers: 41.532 Scheidsrechter: Ilgiz Tantasjev (UZB) |

|                                                                                     |      |   |            |                                                            |
| 5 juni WK 2026 kwalificatie Derde ronde № 1001 «onderlinge duels» 21:15 uur (UTC+3) | Irak | – | Zuid-Korea | Basra Internationaal Stadion, Basra Scheidsrechter: n.n.b. |
| 5 juni WK 2026 kwalificatie Derde ronde № 1001 «onderlinge duels» 21:15 uur (UTC+3) |      |   |            | Basra Internationaal Stadion, Basra Scheidsrechter: n.n.b. |

|                                                                                      |            |   |         |                               |
| 10 juni WK 2026 kwalificatie Derde ronde № 1002 «onderlinge duels» 20:00 uur (UTC+9) | Zuid-Korea | – | Koeweit | n.n.b. Scheidsrechter: n.n.b. |
| 10 juni WK 2026 kwalificatie Derde ronde № 1002 «onderlinge duels» 20:00 uur (UTC+9) |            |   |         | n.n.b. Scheidsrechter: n.n.b. |

KFA · A-internationals · Selecties · Bondscoaches · Zuid-Koreaans vrouwenelftal · Olympisch elftal · Zuid-Korea U21 · Zuid-Korea U20 · Zuid-Korea U19 · Zuid-Korea U18 · Zuid-Korea U17
1940 – 1949 ·
1950 – 1959 ·
1960 – 1969 ·
1970 – 1979 ·
1980 – 1989 ·
1990 – 1999 ·
2000 – 2009 ·
2010 – 2019 ·
2020 − 2029
WK 1954 · 
WK 1986 · 
WK 1990 · 
WK 1994 · 
WK 1998 · 
WK 2002 · 
WK 2006 · 
WK 2010 · 
WK 2014 · 
WK 2018
OS 1948 ·
OS 1964 ·
OS 1988 ·
OS 1992 ·
OS 1996 ·
OS 2000 ·
OS 2004 ·
OS 2008 ·
OS 2012 ·
OS 2016 ·
OS 2020
1948 ·
1949 ·
1950 · 
1951 · 1952 · 
1953 · 
1954 · 
1955 · 
1956 · 
1957 · 
1958 · 
1959 ·
1960 · 
1961 · 
1962 · 
1963 · 
1964 · 
1965 · 
1966 · 
1967 · 
1968 · 
1969 ·
1970 · 
1971 · 
1972 · 
1973 · 
1974 · 
1975 · 
1976 · 
1977 · 
1978 · 
1979 ·
1980 · 
1981 · 
1982 · 
1983 · 
1984 · 
1985 · 
1986 · 
1987 · 
1988 · 
1989 ·
1990 ·
1991 · 
1992 · 
1993 · 
1994 · 
1995 · 
1996 · 
1997 · 
1998 · 
1999 · 
2000 · 
2001 · 
2002 · 
2003 · 
2004 · 
2005 · 
2006 · 
2007 · 
2008 · 
2009 · 
2010 · 
2011 ·
2012 ·
2013 ·
2014 ·
2015 ·
2016 ·
2017 ·
2018 ·
2019 ·
2020 ·
2021 ·
2022 ·
2023 ·
2024
Afghanistan ·
Algerije ·
Angola ·
Argentinië ·
Australië ·
Bahrein ·
Bangladesh ·
België ·
Bolivia ·
Bosnië en Herzegovina ·
Brazilië ·
Brunei ·
Bulgarije ·
Burkina Faso ·
Cambodja ·
Canada ·
Chili ·
China ·
Colombia ·
Costa Rica ·
Cuba ·
Denemarken ·
Duitsland ·
Ecuador ·
Egypte ·
El Salvador ·
Engeland ·
Filipijnen ·
Finland ·
Frankrijk ·
Georgië ·
Ghana ·
Griekenland ·
Guam ·
Guatemala ·
Haïti ·
Honduras ·
Hongarije ·
Hongkong ·
IJsland ·
India ·
Indonesië ·
Irak ·
Iran ·
Israël ·
Italië ·
Ivoorkust ·
Jamaica ·
Japan ·
Jemen ·
Joegoslavië ·
Jordanië ·
Kameroen ·
Kazachstan ·
Kenia ·
Kirgizië ·
Koeweit ·
Kroatië ·
Laos ·
Letland ·
Libanon ·
Libië ·
Luxemburg ·
Macau ·
Malediven ·
Maleisië ·
Mali ·
Malta ·
Marokko ·
Mexico ·
Moldavië ·
Mongolië ·
Myanmar ·
Nederland ·
Nepal ·
Nieuw-Zeeland ·
Nigeria ·
Noord-Ierland ·
Noord-Korea ·
Noord-Macedonië ·
Noorwegen ·
Oekraïne ·
Oezbekistan ·
Oman ·
Pakistan ·
Palestina ·
Panama ·
Paraguay ·
Peru ·
Polen ·
Portugal ·
Qatar ·
Roemenië ·
Rusland ·
Saoedi-Arabië ·
Schotland ·
Senegal ·
Servië ·
Servië en Montenegro ·
Singapore ·
Slowakije ·
Soedan ·
Spanje ·
Sri Lanka ·
Syrië ·
Tadzjikistan ·
Taiwan ·
Thailand ·
Togo ·
Trinidad en Tobago ·
Tsjechië ·
Tunesië ·
Turkije ·
Turkmenistan ·
Uruguay ·
Venezuela ·
Verenigde Arabische Emiraten ·
Verenigde Staten ·
Vietnam ·
Wales ·
Wit-Rusland ·
Zambia ·
Zuid-Jemen ·
Zuid-Vietnam ·
Zweden ·
Zwitserland
Algerije (2014) · 
Australië (2015, 2) ·
België (2014) · 
Duitsland (2018) · 
Frankrijk (2006) · 
Griekenland (2010) ·
Mexico (2018) ·
Nigeria (2010) · 
Portugal (2022) · 
Rusland (2014) · 
Togo (2006) · 
Zweden (2018) ·
Zwitserland (2006)
CONMEBOL: Argentinië · Bolivia · Brazilië · Chili · Colombia · Ecuador · Paraguay · Peru · Uruguay · Venezuela

UEFA: Albanië · Andorra · Armenië · Azerbeidzjan · België · Bosnië en Herzegovina · Bulgarije · Cyprus · Denemarken · Duitsland · Engeland · Estland · Faeröer · Finland · Frankrijk · Georgië · Gibraltar · Griekenland · Hongarije · IJsland · Ierland · Israël · Italië · Kazachstan · Kosovo · Kroatië · Letland · Liechtenstein · Litouwen · Luxemburg · Malta · Moldavië · Montenegro · Nederland · Noord-Ierland · Noord-Macedonië · Noorwegen · Oekraïne · Oostenrijk · Polen · Portugal · Roemenië · Rusland · San Marino · Schotland · Servië · Slovenië · Slowakije · Spanje · Tsjechië · Turkije · Wales · Wit-Rusland · Zweden · Zwitserland

AFC: Australië · China · Irak · Iran · Japan · Libanon · Oezbekistan · Oman · Qatar · Saoedi-Arabië · Syrië · Verenigde Arabische Emiraten · Vietnam · Zuid-Korea

CAF: Algerije · Burkina Faso · Congo-Kinshasa · Egypte · Ghana · Ivoorkust · Kaapverdië · Kameroen · Mali · Marokko · Nigeria · Senegal · Tunesië · Zuid-Afrika

CONCACAF: Canada · Costa Rica · Curaçao · El Salvador · Honduras · Jamaica · Mexico · Panama · Suriname · Verenigde Staten

OFC: Nieuw-Zeeland